# Махмудлу (Шамкирский район)
Махмудлу (азерб. Mahmudlu) — село в Шамкирском районе Азербайджана.

## История
Село Махмудлу находится в Шамкирском районе. Население составляет 3259 человек (на 1 января 2005 года). Население в основном занимается животноводством, зерноводством, виноградарством и садоводством. В селе есть средняя школа, клуб, библиотека, медицинский пункт, древнее кладбище, мост, памятник шехидам, несколько артезианов, различные торгово-бытовые объекты и т.д.
Село исторически состояло из девяти близких друг к другу племен — Махмудлы, Мешадигурбанлы, Келбали, Аллакули, Газахлу, Йеканамазлы, Пюстели, Ярахмедли, Гаджымамедли. В годы коллективизации XX века эти родства были перенесены в одно место, и населенный пункт также был назван в связи с именем родства Махмудлы. В свое время на территории были непроходимые заросшие заросли.
Представители тюркоязычного племени Махмудлу прибывали в Азербайджан в различное время. В источниках также упоминаются махмудлинцы, проводящие зиму в Карабахе, лето в Зангезуре. Проживавшие в Турции, на востоке озера Ван, махмудлинцы в XVI-XVII веках прибыли в Закавказье. Известный сефевидский дипломат по имени Дон Жуан Орудж бек Баят в списке кызылбашских племен и их Шахов на 25-м месте также были названы махмудлинцы. Племя какали также имело имя Махмудлу.
В Джебраильском, Физулинском и Губадлинском районах также есть село Махмудлу. В свое время в Зангезурском уезде Гянджинской губернии (ныне в Гафанском районе) также существовало село под названием Махмудлу (в 1988 году его население было изгнано).

## Население
Население села составляет 3376 человек, 1786 из которых это мужчины и 1590 женщины.

### Видные уроженцы
Мубариз Гурбанлы - Председатель Государственного комитета по работе с религиозными структурами Азербайджана

## Экономика
Основным хозяйством является животноводство и земледелие. Также в этой деревне находится компания “Vitamin VIO”.

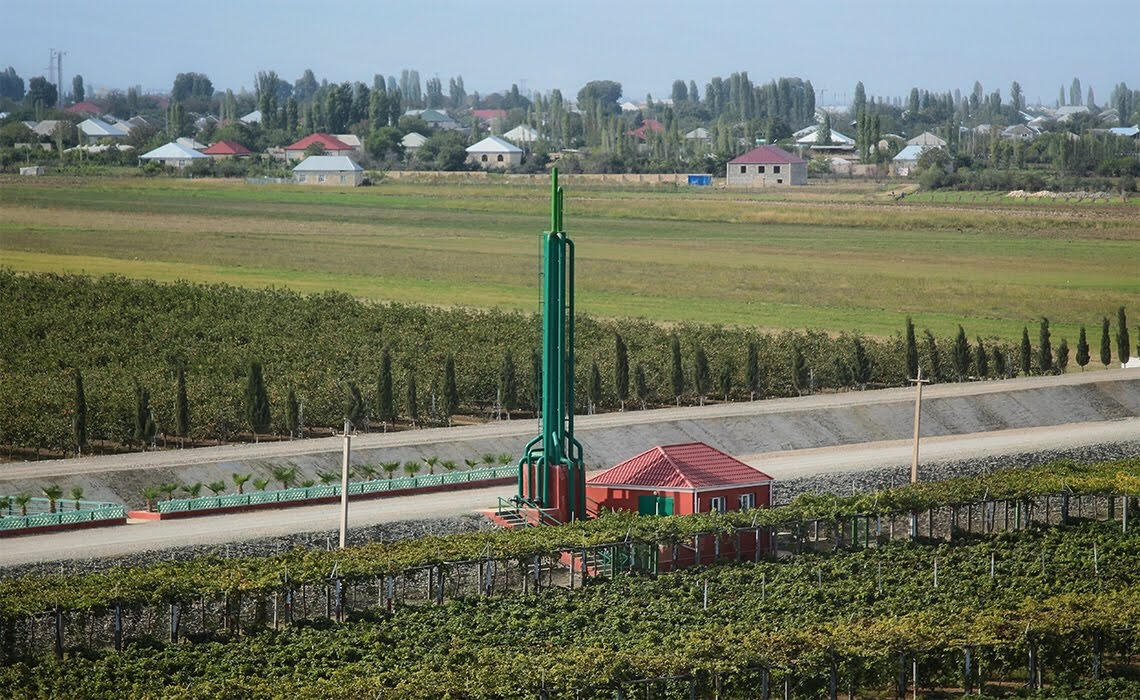
Vitamin VIO